# Rogiedle
Rogiedle (deutsch Regerteln, vor 1785 Rogethlen) ist ein Dorf im Powiat Lidzbarski  (Kreis Heilsberg) der polnischen Woiwodschaft Ermland-Masuren. Es ist der Landgemeinde Lubomino (Arnsdorf) zugeordnet.

## Geographische Lage
Das Dorf liegt im ehemaligen Ostpreußen, in Ermland, etwa 22 Kilometer südwestlich der Stadt Lidzbark Warmiński (Heilsberg) und 14 Kilometer ostnordöstlich der Kleinstadt Miłakowo (Liebstadt).

## Geschichte
In der in Braunsberg verfassten Handfeste vom 14. Mai 1297 verschrieb Heinrich I. Fleming, Bischof von Emland, dem Lokator Alexander von Lichtenau und dessen Erben sowie legitimen Abkömmlingen 100 Hufen auf dem altpreußischen Feld Rogedel (Regerteln) mit niederer Jagd und Fischerei sowie dem Recht, deutsche Dörfer und Kirchen anzulegen. Aus der Amtszeit des Bischofs sind 37 solche von ihm ausgestellte Handfesten vorhanden.  Weil Fischer aus Regerteln in der Folgezeit auch in weiter entfernteren Seen gefischt hatten und es zur Fortnahme von Fangnetzen gekommen war, fand am 18. Dezember 1405 eine Zusammenkunft zwischen Bischof Heinrich IV. Heilsberg von Vogelsang und zwei aus Regerteln ensandten Vertretern statt, um die Fischereirechte neu zu regeln.
Im Jahr 1703 wurde Regerteln von schwedischen Soldaten verwüstet. Durch einen am 20. Mai 1739 in Schmolainen vollzogenen Kaufvertrag wurden die Güter Regerteln und Beiswalde für 29.500 fl. preußischer Münze à 30 Gramm von Erbberechtigten an das Kollegiatstift zu Guttstadt verkauft.
Im 18. Jahrhundert gehörte das Dorf Regerteln zum Amt Guttstadt. 1785 wird es als ein königliches Amtsvorwerk mit einer Kirche, die eine Filiale von Wolfsdorf ist, und zwölf Feuerstellen (Haushaltungen) beschrieben.
Anfang des 19. Jahrhunderts war das Amtsvorwerk Regerteln Teil des königlichen Domänenamts Schmolainen, dessen Generalpächter um 1806 der Amtsrat Wedecke war. Als die französische Armee unter dem Kommando Napoleon Bonapartes im Februar 1807 zur Schlacht bei Preußisch Eylau zog, verwüstete sie die Gegend und nahm der Familie Wedecke 189 Pferde, 118 Ochsen, 230 Kühe, 564 Schafe und S0 Stück Jungvieh sowie das auf den Pachtvorwerken vorrätige Getreide, wodurch ein geschätzter Schaden von 137.328 Talern entstand. Da die Pachtzeit gerade abgelaufen war, wurden die öde liegenden Vorwerke Schmolainen, Gronau, Regerteln und Buchwalde 1808 auf Erbpacht vergeben; Regerteln übernahm der Rittmeister Oppeln v. Bronikowsky. Nachdem dieser das Vorwerk einem Pächter überlassen hatte, der sich verschuldete, nahm der Staat das Gut zu vollem Eigentum zurück. Schließlich wurde beschlossen, aus dem Gutsbezirk Regerteln 15 kleinere Güter zu bilden und diese an Kolonisten zu verlosen, was am 15. August 1818 erfolgte.
Im Jahre 1874 wurde der Amtsbezirk Wolfsdorf (polnisch Wilczkowo) im ostpreußischen Kreis Heilsberg gebildet. Die Landgemeinde Regerteln wurde miteinbezogen und war ihm bis 1945 zugeordnet.

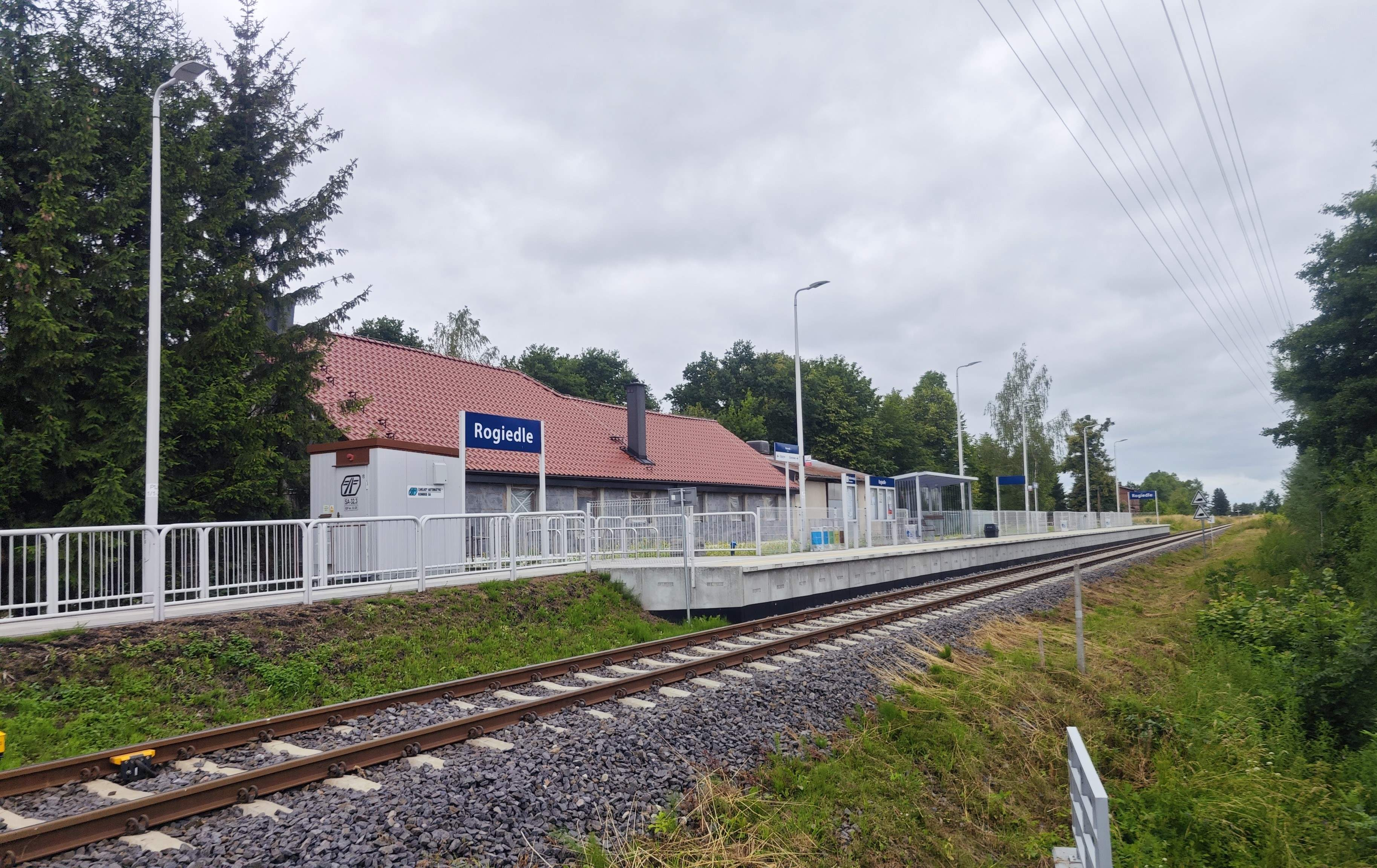
Eisenbahn-Haltestelle des Dorfs (2024)

Am 1. Februar 1891 wurde die auf der Eisenbahnstrecke Allenstein – Kobbelbude zwischen Guttstadt und Arnsdorf i. Ostpr. gelegene Haltestelle Regerteln für den Vieh- und Güterverkehr sowie für den eingeschränkten Personen- und Gepäckverkehr eröffnet. Die Ver- oder Entladung schweren Geräts an der Haltestelle war ausgeschlossen.
Im Jahr 1945 gehörte die Landgemeinde Regerteln zum Landkreis Heilsberg im Regierungsbezirk Königsberg im Gau Ostpreußen des Deutschen Reichs.
Gegen Ende des Zweiten Weltkriegs wurde die Region im Frühjahr 1945 von der Roten Armee besetzt. Anschließend wurde Regerteln zusammen mit der gesamten südlichen Hälfte Ostpreußens von der Sowjetunion besatzungsrechtlich der Volksrepublik Polen zur Verwaltung überlassen. Der Ortsname wurde zu ‚Rogiedle‘ polonisiert. In der Folgezeit wurde die einheimische Bevölkerung von der polnischen Administration aus dem Kreisgebiet vertrieben.

### Demographie
| Jahr | Einwohner | Anmerkungen                                                                                             |
| ---- | --------- | --- |
| 1782 | –         | königliches Amtsvorwerk mit einer Kirche (Filiale von Wolfsdorf) und zwölf Feuerstellen (Haushaltungen) |
| 1805 | 096       | [ 11 ]                                                                                                  |
| 1808 | 046       | nach der Verwüsung durch französische Truppen                                                           |
| 1818 | 170       | ehemalige Domäne, Privatbesitzung                                                                       |
| 1832 | 411       | darunter 42 Reservisten des Militärs                                                                    |
| 1852 | 400       | Dorf |
| 1858 | 414       | Kolonie (Wormditt), darunter 309 Evangelische und 105 Katholiken                                        |
| 1864 | 433       | am 3. Dezember                                                                                          |
| 1867 | 452       | am 3. Dezember, Landgemeinde                                                                            |
| 1871 | 468       | am 1. Dezember, Landgemeinde, davon 280 Evangelische, 188 Katholiken                                    |
| 1885 | 427       | am 1. Dezember, davon 226 Evangelische und 201 Katholiken                                               |
| 1910 | 408       | am 1. Dezember                                                                                          |
| 1933 | 386       | [ 22 ]                                                                                                  |
| 1939 | 364       | [ 22 ]                                                                                                  |

## Religion

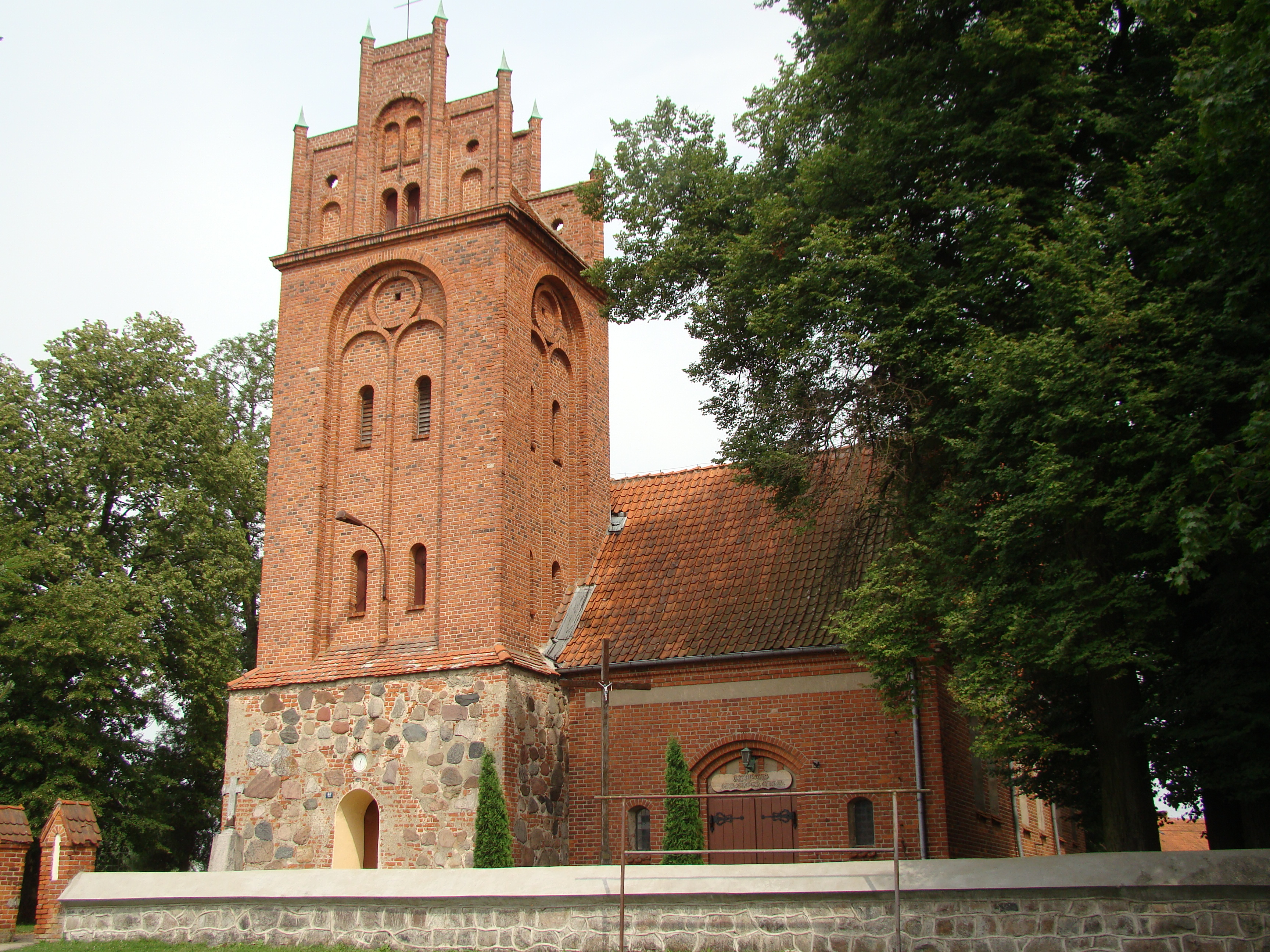
Dorfkirche St. Margarethe (2012)

### Römisch-katholische Kirche
Die Kirche war schon in der ersten Hälfte des 14. Jahrhunderts vorhanden, 1358 wurde ein Pfarrer erwähnt. 1580 wurde sie als römisch-katholische Pfarrkirche vom ermländischen Bischof Martin Cromer zu Ehren der hl. Margarethe geweiht. Das Gebäude ist etwa 22 Meter lang und neun Meter breit und hat einen sieben Meter langen und sieben Meter breiten vorgelegten Westturm, dessen Mauern im Erdgeschoss aus Feldsteinen bestehen.
Das Kirchengebäude ist nach 1945 ein römisch-katholisches Gotteshaus geblieben.

### Evangelische Kirche
In dem römisch-katholisch dominierten Ermland war es auch in Regerteln für Evangelische schwer sich anzusiedeln. Auf behördliche Veranlassung kamen 150 evangeischer Siedler aus Białystok, dann auch 20 evangelische Familien, die sich alle aber in Regerteln nicht halten konnten oder wollten. Doch dann gelang es, dass im Jahre 1858 der Anteil der evangelischen Bevölkerung (309) sogar die der katholischen (105) überstieg. Gottesdienste wurden in der Schule gehalten. Mit Hilfe der Gustav-Adolf-Stiftung wurde im Jahre 1900 eine Kirche gebaut, die am 13. Dezember 1900 eingeweiht wurde. Am 22. Juni 1901 wurde in Regerteln eine selbständige Kirchengemeinde errichtet, deren Kirchspiel mit Orten, die aus den Kirchen Guttstadt und Heilsberg abgezweigt worden waren, bestückt wurde. Regerteln war die einzige protestantische Dorfpfarrgemeinde im Ermland. Wurde das Kirchspiel in en ersten Jahren auch noch von Guttstadt aus betreut, errichtete man am 11. Februar 1904 hier auch eine eigene Pfarrstelle.
Regerteln war mit 380 Gemeindegliedern eine zahlenmäßig kleine Gemeinde, mit einem jedoch weit verzweigten und 20 Orte umfassenden Kirchspiel. Sie war bis 1945 in den Superintendenturbezirk Braunsberg im Kirchenkreis Ermland eingegliedert, der zur Kirchenprovinz Ostpreußen der Kirche der Altpreußischen Union gehörte. Flucht und Vertreibung der einheimischen Bevölkerung ließen nach 1945 die evangelische Gemeinde vor Ort absterben. Hier heute lebende evangelische Kirchglieder geören zur Diözese Masuren der Evangelisch-Aujgsburgischen Kirche in Polen.
Kirchspielorte Regertelns waren:
| Deutscher Name | Polnischer Name |  | Deutscher Name                       | Polnischer Name |
| -------------- | --------------- |  | ------------------------------------ | --------------- |
| Altkirch       | Praslity        |  | Mathildenhöh                         | Koszela         |
| Arnsdorf       | Lubomino        |  | Petersdorf                           | Piotrowo        |
| Beiswalde      | Bzowiec         |  | Regerteln                            | Rogiedle        |
| Benern         | Bieniewo        |  | Rosenbeck                            | Różýn           |
| Dittrichsdorf  | Biała Wola      |  | Scharnigk (mit Scharnigk A, B und C) | Żardeniki       |
| Glaubensfeld   | Gliniak         |  | Sommerfeld                           | Zagony          |
| Gronau         | Gronowo         |  | Waltersmühl                          | Konradowo       |
| Komalmen       | Komalwy         |  | Warlack                              | Worławki        |
| Lauterwalde    | Samborek        |  | Wolfsdorf                            | Wilczkowo       |
| Lingenau       | Łęgno           |  | Ziebalspforte                        | Bramka          |